# Calvera (étoile à neutrons)
1RXS J141256.0+792204
Pour les articles homonymes, voir Calvera.
1RXS J141256.0+792204, surnommée Calvera, est une étoile à neutrons située entre 250 et 1000 années-lumière de la Terre, dans la constellation de la Petite Ourse. 

Sa découverte a été faite par des chercheurs canadiens et la NASA.
Isolée comme les sept étoiles à neutrons collectivement surnommées les Sept Mercenaires, d'où son surnom reprenant celui du chef des méchants du film Les Sept Mercenaires.